# Bennett (British Columbia)
Bennett ist eine verlassene Ortschaft am Lake Bennett in der kanadischen Provinz British Columbia.
Sie wurde während des Goldrauschs am Klondike River in den Jahren 1897–99 am nördlichen Ende der Trails durch die Coast Mountains über den Chilkoot und den White Pass errichtet. Die von den Häfen in Dyea und Skagway kommenden Goldsucher sammelten hier ihr Material und bauten oder kauften Boote für die Weiterreise auf dem Yukon zu den Goldfeldern bei Dawson. Nach dem Ende des Goldrauschs verlor die Siedlung schnell an Bedeutung und wurde verlassen.
1898 eröffnete Donald Trumps Großvater Frederick hier das Arctic Hotel, das laut einer Anzeige mit private boxes for ladies and parties aufwartete.
Am 6. Juli 1899 erreichte die von Skagway kommende Bahnlinie der White Pass and Yukon Railway die Ortschaft. Noch heute gibt es in Bennett eine Haltestelle, die in den Sommermonaten bedient wird.
Benannt wurde der Ort nach James Gordon Bennett, einem New Yorker Zeitungsverleger.